# Nia Segamain
Nia Segamain (o Nia Sedhamain), figlio di Adamair (fl. IV secolo a.C.) fu un leggendario re supremo d'Irlanda del IV secolo a.C.
Sua madre sarebbe stata Flidais, una dea-cervo. Il suo nome significherebbe nipote di Segamon e potrebbe essere messo in relazione con la divinità gallica Segomo.
Salì al trono dopo aver ucciso Conall Collamrach e regnò per sette anni, fino alla morte avvenuta per mano di Enna Aignech.

## Fonti
- Seathrún Céitinn, Foras Feasa ar Éirinn 1.30
- Annali dei Quattro Maestri M4880-4887